# Yongle Qundao
Die Yongle Qundao (chinesisch 永樂群島 / 永乐群岛, Pinyin Yǒnglè Qúndǎo – „Yongle-Inseln“, vietn. Nhóm Lưỡi Liềm), englisch auch Crescent Group oder Crescent-Gruppe sind ein Archipel von Korallenatollen, das zusammen mit den Xuande Qundao die Paracel-Inseln (Xisha-Inseln) bildet. Es liegt rund 330 km südöstlich der chinesischen Insel Hainan und 400 km östlich von Vietnam im Südchinesischen Meer.
Neben der Volksrepublik China beanspruchen auch die Republik China auf Taiwan und Vietnam die Inselgruppe. Der Archipel war von 1956 bis Mitte Januar 1974 von südvietnamesischen Truppen besetzt und wurde am 15. Januar 1974 von der chinesischen Marine erobert.
Die Inseln werden von der Volksrepublik China kontrolliert und sind Teil der bezirksfreien Stadt Sansha in der Provinz Hainan. Der Archipel ist nach dem Yongle-Kaiser der Ming-Dynastie benannt, der in den Jahren 1405–1421 Admiral Zheng He mit seiner Flotte zu seinen ersten sechs Seereisen ausschickte. Der Name Crescent-Gruppe bezeichnet in der Regel nur das Yongle-Atoll und schließt die anderen Formationen nicht mit ein.

## Geographie
Der Archipel setzt sich aus fünf Atollen und einer Korallenbank-Insel zusammen.

### Yongle-Atoll
Das Yongle-Atoll (永乐环礁) besteht aus 14 Überwasserformationen, fünf davon größere Inseln. Chenhang Dao hat zusammen mit der direkt benachbarten und durch einen künstlichen Damm verbundenen kleinen Guangjin Dao die größte nutzbare Landfläche. Hier wurde ein großer Hafen eingerichtet. Die Infrastruktur des Inselpaars ist die bisher am besten ausgebaute des ganzen Archipels. Die Westseite des Atolls wird von Ganquan Dao, Shanhu Dao und Jinyin Dao gebildet. Auf Shanhu Dao hatte Südvietnam seinerzeit seine Militärbasis. Ganquan Dao ist militärisches Sperrgebiet der Chinesischen Volksbefreiungsarmee. Das Korallenbecken von Jinqing Dao ist das größte der Yongle Qundao. Bei der Gründung der Stadt Sansha wurde beschlossen, Jinqing Dao zum Handelszentrum zu entwickeln.
Liste der Inseln, Sandbänke und Riffe des Yongle-Atolls:
| Chinesischer Name           | Vietnamesischer Name | Englischer Name                 | Koordinaten           | Fläche         | Bemerkungen                                         |
| --------------------------- | -------------------- | ------------------------------- | --------------------- | -------------- | --------------------------------------------------- |
| Chenhang Dao (琛航岛)       | Đảo Quang Hòa        | Duncan Island                   | 16° 27′ N, 111° 43′ O | 0,28 km²       | auf der Südseite                                    |
| Ganquan Dao (甘泉岛)        | Đảo Hữu Nhật         | Robert Island                   | 16° 30′ N, 111° 35′ O | 0,3 km²        | im Westen                                           |
| Guangjin Dao (广金岛)       | Đảo Quang Hòa Tây    | Palm Island                     | 16° 27′ N, 111° 42′ O | 0,06 km²       | auf der Südseite, direkter Nachbar von Chenhang Dao |
| Jinqing Dao (晋卿岛)        | Đảo Duy Mộng         | Drummond Island                 | 16° 28′ N, 111° 45′ O | 0,21 km²       | im Südosten                                         |
| Jinyin Dao (金银岛)         | Đảo Quang Ảnh        | Money Island                    | 16° 27′ N, 111° 30′ O | 0,36 km²       | im äußersten Westen                                 |
| Kuangzai Shazhou (筐仔沙洲) | Bãi Ngự Bình         | Little Basket Sandbank          | 16° 27′ N, 111° 36′ O | 0,01 km²       | Lingyang Jiao südöstlich vorgelagert                |
| Lingyang Jiao (羚羊礁)      | Đá Hải Sâm           | Antelope Reef                   | 16° 28′ N, 111° 35′ O | 0,012 km²      | im Westen, südlich von Ganquan Dao                  |
| Quanfu Dao (全富岛)         | Đảo Ốc Hoa           | All Wealth Island               | 16° 35′ N, 111° 41′ O | 0,02 km²       | nordöstlich von Shanhu Dao                          |
| Shanhu Dao (珊瑚岛)         | Đảo Hoàng Sa         | Pattle Island                   | 16° 32′ N, 111° 36′ O | 0,31 km²       | nördlich von Ganquan Dao                            |
| Shi Yu (石屿)               | Đảo Lưỡi Liềm        | Stone Islet                     | 16° 33′ N, 111° 45′ O | 2.000 m²       | zwei Seemeilen östlich von Xianshe Yu               |
| Xianshe Yu (咸舍屿)         | Hòn Đá Mặn           | Salty Hut Islet                 | 16° 33′ N, 111° 43′ O | 3.000 m²       | zwei Seemeilen südöstlich von Yagong Dao            |
| Yagong Dao (鸭公岛)         | Đảo Ba Ba            | He Duck Island                  | 16° 34′ N, 111° 41′ O | 9.800 m²       | südöstlich von Yin Yu                               |
| Yin Yu (银屿)               | Bãi Xà Cừ            | Silver Islet / Observation Bank | 16° 35′ N, 111° 42′ O | 6.100 m²       | eine Seemeile nordöstlich von Yagong Dao            |
| Yinyu Zai (银屿仔)          | Đảo Xà Cừ            | Minor Silver Islet              | 16° 35′ N, 111° 42′ O | 2.000 m²       | südöstlich von Yin Yu                               |
| zusammen                    |                      |                                 |                       | über 1,573 km² |                                                     |

### Die vier kleineren Atolle
Die Korallenriffe der vier kleineren Atolle ragen nur zum Teil und nur bei Ebbe über die Wasseroberfläche hinaus. Bei Jiao ist ein geschlossenes Atoll mit gut ausgebildeter Lagune. Da es an einer internationalen Schifffahrtsroute liegt, wurde hier ein ständig besetzter Leuchtturm eingerichtet. Auch Huaguang Jiao hat eine ausgebildete Lagune, seine Riffe weisen aber mehrere Brüche auf, die die Lagune zur See hin öffnen. Yuzhuo Jiao und Panshi Yu haben geschlossene Lagunen. An den Korallenring Panshi Yus schließt im Nordwesten eine 0,4 km² große Sandbank an, die nur sehr selten, bei besonders heftiger Sturmflut, vom Wasser überspült wird.
Liste der vier kleineren Atolle:
| Chinesischer Name      | Vietnamesischer Name | Englischer Name | Koordinaten           | Fläche       | Bemerkungen                                |
| ---------------------- | -------------------- | --------------- | --------------------- | ------------ | ------------------------------------------ |
| Bei Jiao (北礁)        | Đá Bắc               | North Reef      | 17° 05′ N, 111° 30′ O | keine Angabe | im Norden                                  |
| Huaguang Jiao (华光礁) | Đá Lồi               | Discovery Reef  | 16° 13′ N, 111° 40′ O | keine Angabe | im Südosten                                |
| Panshi Yu (盘石屿)     | Đảo Bạch Quy         | Passu Keah      | 16° 03′ N, 111° 46′ O | 0,4 km²      | südlich von Huaguang Jiao                  |
| Yuzhuo Jiao (玉琢礁)   | Đá Chim Én           | Vuladdore Reef  | 16° 21′ N, 112° 01′ O | keine Angabe | im Südosten, südwestlich der Xuande Qundao |
| zusammen               |                      |                 |                       | über 0,4 km² |                                            |

### Zhongjian Dao
Zhongjian Dao, die südlichste aller Xisha-Inseln, besteht aus grauem Sand, der sich auf einer großen Korallenbank abgelagert hat. Die Insel erhebt sich bis gut 2 m über die Wasseroberfläche und hat in etwa Dreiecksform mit einer Länge von 1850 m und einer größten Breite von 800 m. Sie wurde von der chinesischen Marine, die dort eine Garnison unterhält, ausgebaut und mit einem Pier versehen. Für den Schiffsverkehr zwischen Xisha- und Nansha-Inseln hat Zhongjian Dao, das ungefähr auf halber Strecke zwischen Yongxing Dao und Yongshu Jiao liegt, hohe militärische Bedeutung. Im Spätfrühling und Frühsommer ist die Insel ein wichtiger Rastplatz für große Schwärme der Eilseeschwalbe.
| Chinesischer Name      | Vietnamesischer Name | Englischer Name | Koordinaten           | Fläche  | Bemerkungen  |
| ---------------------- | -------------------- | --------------- | --------------------- | ------- | ------------ |
| Zhongjian Dao (中建岛) | Đảo Tri Tôn          | Triton Island   | 15° 47′ N, 111° 12′ O | 1,5 km² | im Südwesten |

## Administrative Gliederung
Als Teil der Stadt Sansha untergliedern die Inseln sich in zwei Dörfer, die direkt der Stadtregierung unterstellt sind, und ein Arbeits- und Verwaltungskomitee, dem eine Einwohnergemeinschaft und ein Dorf unterstehen:
- direkt der Stadtregierung unterstellte Verwaltungseinheiten:
  - Dorf Lingyang (羚羊村), auf Kuangzai Shazhou;
  - Dorf Yagong (鸭公村), auf Yagong Dao;
- Arbeits- und Verwaltungskomitee Yongle Qundao (永乐群岛工委、管委会):
  - Einwohnergemeinschaft Yonglequndao (永乐群岛社区), auf Jinqing Dao;
  - Dorf Jinqing (晋卿村), auf Jinqing Dao.